# Eberard de Baviera
Eberard fou el fill gran i successor d’Arnulf el Dolent, de Baviera (907-937). El seu govern va ser breu, perquè va ser desterrat pel rei Otó el Gran el 938, un any després de pujar al tron.
El 933 o 934, se li va oferir la corona de ferro de Llombardia per seguidors de Rodolf II de Borgonya, opositor al rei Hug d'Arle, després de renúncia de Rodolf a tots els drets sobre el tron italià. La seva campanya va fracassar a Itàlia. L'any 935 va ser designat pel seu pare com el seu hereu al ducat, sense el consentiment dels barons. Gairebé al mateix temps, Eberard es va casar amb Liutgarda.
A la mort del seu pare el va succeir sense grans ostentacions, però aviat va entrar en conflicte amb Otó, que es va oposar als privilegis obtinguts per Arnulf el Dolent del seu pare, el rei Enric l'Ocellaire. En dues campanyes al 938, a la primavera i la tardor, Otó va derrotar a Eberard i el va desterrar. En el seu lloc va nomenar el seu oncle Bertold, marcgravi de Caríntia. El lloc de desterrament d'Eberard i la data de la mort es desconeixen. Alguns el suposen mort un parell d'anys després, però altres pensen que va fugir a Hongria i que fins i tot va ajudar els rebels del 953 en temps del duc Enric I de Baviera.